# Beaver Cove (Maine)
Beaver Cove es un pueblo ubicado en el condado de Piscataquis en el estado estadounidense de Maine. En el Censo de 2010 tenía una población de 122 habitantes y una densidad poblacional de 1,44 personas por km².

## Geografía
Beaver Cove se encuentra ubicado en las coordenadas 45°33′4″N 69°28′43″O / 45.55111, -69.47861. Según la Oficina del Censo de los Estados Unidos, Beaver Cove tiene una superficie total de 84.73 km², de la cual 82.49 km² corresponden a tierra firme y (2.64%) 2.24 km² es agua.

## Demografía
Según el censo de 2010, había 122 personas residiendo en Beaver Cove. La densidad de población era de 1,44 hab./km². De los 122 habitantes, Beaver Cove estaba compuesto por el 99.18% blancos, el 0% eran afroamericanos, el 0% eran amerindios, el 0% eran asiáticos, el 0% eran isleños del Pacífico, el 0% eran de otras razas y el 0.82% pertenecían a dos o más razas. Del total de la población el 2.46% eran hispanos o latinos de cualquier raza.